# Fabrice Omonga Djadi
Fabrice Omonga Djadi, né le 6 février 1984 à Kinshasa, est un footballeur belge d'origine congolaise. Il évolue comme ailier droit au KRC Malines.

## Biographie
Fabrice Omonga Djadi joue de 2004 à 2006 en D1 belge avec le FC Brussels. Il joue 43 matches et marque un but. Lors de la saison 2006-2007, il est prêté à Oud-Heverlee Louvain (D2) avec qui il signe un contrat la saison suivante. Il y dispute 35 matchs et inscrit 2 buts. En 2008, il rejoint le White Star Woluwe en D3,. En 2010, il signe avec le KRC Malines, mais cette fois en D4.
Son frère Rossi évolue depuis 2008 à La Louvière en D4 belge. Son autre frère Paolo est défenseur central et a joué en 2006 à Perugia en Série C italienne.